# Juniperus durangensis
Juniperus durangensis (яловець дуранзький) — вид хвойних рослин родини кипарисових.

## Поширення, екологія
Країни зростання: Мексика (Агуаскальєнтес, Чіуауа, Дуранго, Халіско, Сонора, Сакатекас). Росте на дуже бідному, сухому, кам'янистому ґрунті на висоті 1500–2700 м над рівнем моря.

## Морфологія
Кущ і дерево до 5 м заввишки. Багатостовбурні, розгалужені біля основи, з нерівними кронами. Кора попелясто-коричнева, утворюючи довгі волокнисті смуги. Гілки від розлогих до розлого-висхідних, кора червоно-коричнева і гладка або розшарована. Лускоподібне листя 1–2 мм довжиною, поля дрібно зубчасті, темно-сіро-зелене. Шишки опуклі, 6–7 × 4–6 мм, з м'якушем. Насіння 1–3(4) на шишку, від субконічних до овальних, від загострених до тупих, 3–4 × 2–3 мм, темно-червоно-коричневі з неглибокими канавками; рубчик до половини довжини насінини.

## Використання
Ймовірно, використовуються локально і для дров і для стовпів огорожі.

## Загрози та охорона
Різка на дрова та інші види використання зачіпають цей вид тільки локально. Цей вид присутній, щонайменше в одному охоронному районі (ісп. Res. Biósfera La Michilia, Дуранго).